# Thomas Humber

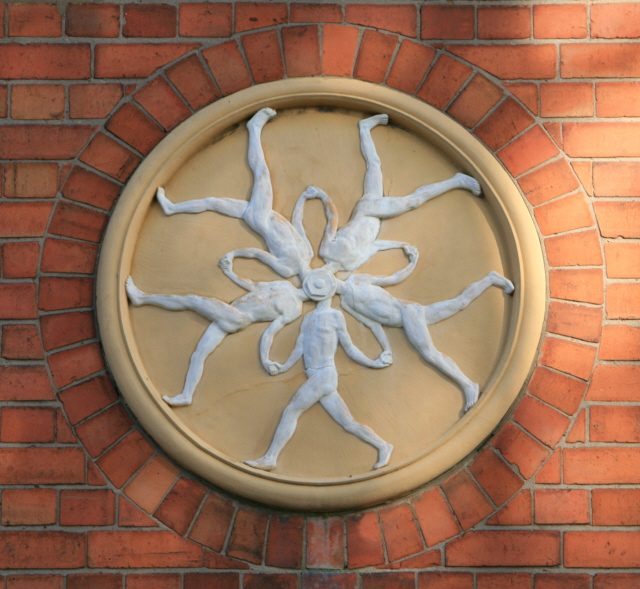
Emblema de la compañía Humber sobre la puerta de entrada de su sede en Beeston

Thomas Humber (16 de octubre de 1841 - 24 de noviembre de 1910) fue un ingeniero británico. Como fabricante de bicicletas,  desarrolló y patentó una bicicleta de seguridad en 1884 con un marco en forma de diamante y dos ruedas de tamaño similar. Este diseño se convirtió en un estándar de las máquinas posteriores. Alrededor de 1868 fundó Humber Cycles, un negocio de fabricación de bicicletas situado en Beeston, Nottinghamshire, más tarde propiedad de Humber & Co Limited.
Mejoró la tecnología de la bicicleta aunando sus ideas y su habilidad práctica. La fiabilidad de sus productos estaba basada en su énfasis en la calidad. Todo esto llevó a las máquinas Humber a ser consideradas como la aristocracia en el mundo de las bicicletas.

## Primeros años
Humber nació en Andrew Street, Brightside, Sheffield, el 16 de octubre de 1841. Hijo de Samuel Humber, sastre, y de su esposa Lucy Turton. Sus padres se mudaron a Kingston upon Hull cuando tenía 5 años y asistió a la escuela de Salthouse Lane. Al salir de la escuela trabajaba para un herrero. William Campion. En 1854, la familia se trasladó nuevamente, esta vez a Nottingham. Alrededor de 1860 se trasladó a Alfreton (Derbyshire) y comenzó a trabajar en la The Butterley Company, donde impresionó a sus patronos al idear un método más eficiente para construir las vigas de cubierta para los barcos de la Royal Navy. Pero pronto regresó a Nottingham, estableciéndose allí como mecánico. En 1863 se casó con Emma Elizabeth Freeman (c. 1842-1903). La pareja tuvo una hija y un hijo.

## Ciclos Humber

### Velocípedos
Thomas Humber construyó un velocípedo basándose en una imagen de una máquina desarrollada en París publicada en la revista English Mechanic a fines de 1868. Le llevó bastante tiempo aprender a montarla, pero finalmente logró recorrer los diez kilómetros desde Nottingham hasta Radcliffe. Lo vendió y construyó una versión mejorada, que fue adquirida por el mismo comprador. Le llevó dos meses construir cada velocípedo, preocupado por introducir mejoras (como llantas de caucho macizas y rodamientos de bolas), manteniendo la calidad y la fiabilidad. En paralelo, organizó carreras para atraer el interés del público.

### Biciclos

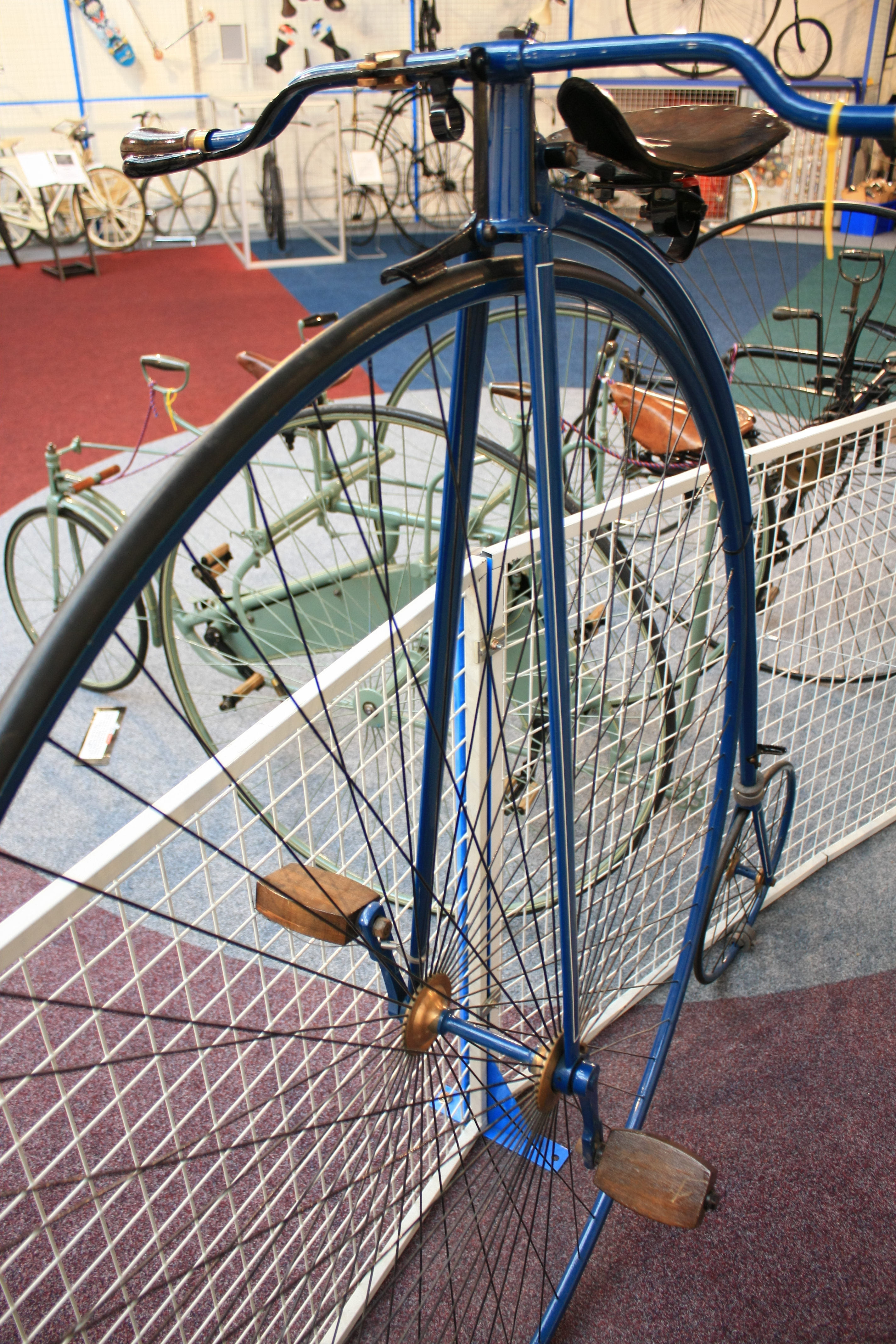
Biciclo fabricado por Humber, Marriott & Cooper

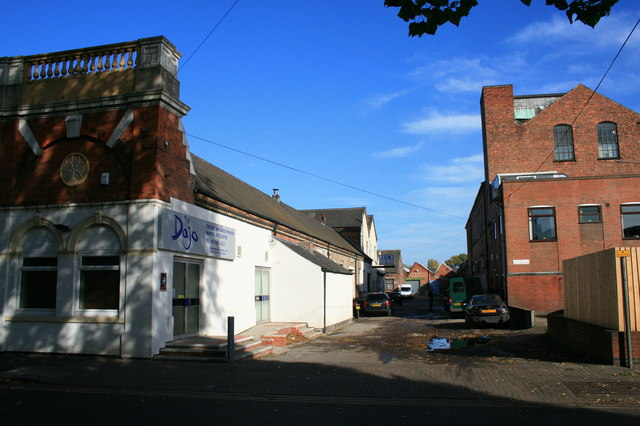
Antigua sede de Humber Cycles en Beeston (a la izquierda), con el emblema de la compañía sobre la puerta de entrada (2008)

Su primer diseño de un biciclo apareció en 1871, no mucho después del comercializado por James Starley. Su primera catálogo contenía una declaración de Fred Cooper, un ciclista que participaba en carreras. En el mundo de las carreras ciclistas conoció a otro corredor, Thomas Rushworth Marriott, que se unió a Humber como socio comercial en 1875, y al también ciclista Fred Cooper, que se unió a ellos dos años después. Llamaron a la nueva firma Humber, Marriott & Cooper.
Cuando sus talleres contaban ya con más de 80 trabajadores, se vieron en la necesidad de construir una nueva factoría en Beeston.

### Cambio de socios

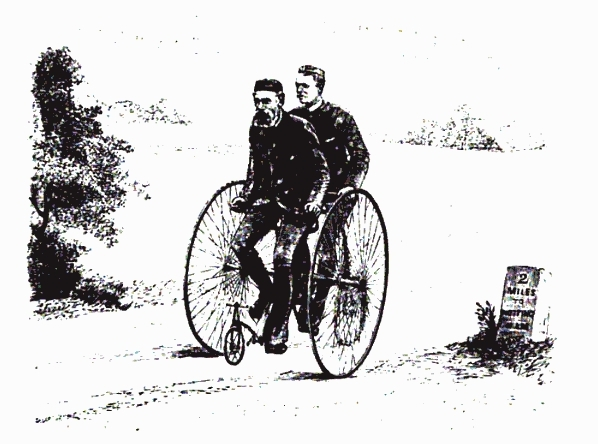
Thomas Humber y T.H.Lambert en un triciclo en tándem Humber (hacia 1885)

Parecía que las habilidades técnicas de Humber no se correspondían con su visión para los negocios. Cooper y Marriott abandonaron la empresa en 1885, pero les permitió mantener los mismos derechos que el propio Humber. También les permitió usar las patentes de la antigua sociedad. Se establecieron como mayoristas de bicicletas, pero luego obtuvieron un acuerdo con la compañía Rudge de Coventry para que les fabricase bicicletas.

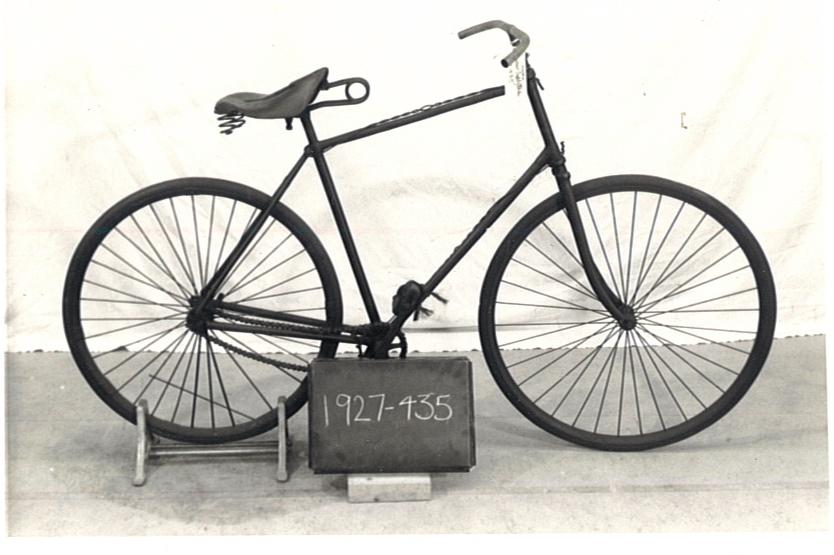
Bicicleta de seguridad Humber (Museo de Ciencias de Londres)

Una vez independizado, Humber obtuvo el respaldo del tintorero y terminador de listones de encaje de Nottingham, T. Harrison Lambert, y se hizo cargo de todo el negocio y de sus talleres de Beeston. Lambert, padre de A. J. Alan, era un gran aficionado a las carreras ciclistas, y se ganó la reputación de ser un promotor exitoso de la compañía. Humber y Lambert abrieron una fábrica en Coventry en 1886.
Hacia 1887 la industria de las bicicletas se estaba consolidando, y Humber y Lambert vendieron su negocio a inversores que estaban formando un grupo reuniendo varios fabricantes de bicicletas importantes. y a continuación lanzaron la nueva agrupación en la bolsa de valores. Era tal el reconocimiento público de los productos Humber por su alta calidad y fiabilidad, que toda la nueva organización se denominó Humber & Co Limited, aunque Humber no era la empresa más grande. Thomas Humber acordó dirigir todo el grupo, con talleres en Coventry y Wolverhampton, así como en Beeston.
Humber se retiró en 1892 al final de su contrato de cinco años. Tras las dificultades financieras, resultado de la depresión de 1898-1899, el negocio de Humber & Co Limited fue transferido a una nueva corporación llamada Humber Limited.

## Retiro
Posteriormente, Humber se involucró en el desarrollo de los neumáticos y fundó en Beeston la Pneumatic Tyre Company Limited. Con Lambert compartió otros intereses comerciales. Su antigua compañía lo llevó a los tribunales en 1896, después de que su participación en la British Motor Syndicate Limited se hiciera pública, insistiendo en hacer cumplir su acuerdo de no convertirse en director de un negocio en un campo relacionado con la industria de las bicicletas.
Lambert se mantuvo como director de Humber y sus filiales extranjeras y pasó a formar parte de la junta de empresas industriales, incluidas las cervecerías Watney, por entonces la cervecera más grande de Londres, y las filiales de Watney en Estados Unidos. Sin embargo, las transacciones de Lambert en acciones de la compañía de bicicletas le llevaron a asociarse con Ernest Terah Hooley y a la bancarrota en 1900.
La esposa de Humber le había pedido infructuosamente el divorcio en 1886. Emma murió el 8 de agosto de 1903. Humber se casó con Eleanor Robinson, 30 años menor que él, en Paddington el 9 de septiembre de 1903. Se mudaron a Kingston upon Thames, donde Humber murió el 24 de noviembre de 1910 a los 69 años de edad.

## Carreras de bicicletas
En 1891, Charles Terront ganó la primera carrera de larga distancia del mundo, la París-Brest-París, montando una bicicleta Humber equipada con el prototipo de neumático reemplazable fabricado por Michelin.